# Loisettea
Genre
Loisettea est un genre d'holothuries (concombres de mer) de la famille des Cucumariidae. 

## Liste des espèces
Selon World Register of Marine Species (12 mars 2015) :
- Loisettea amphictena Rowe & Pawson, 1985
- Loisettea gazellae (Lampert, 1889)